# O Zlatovlásce

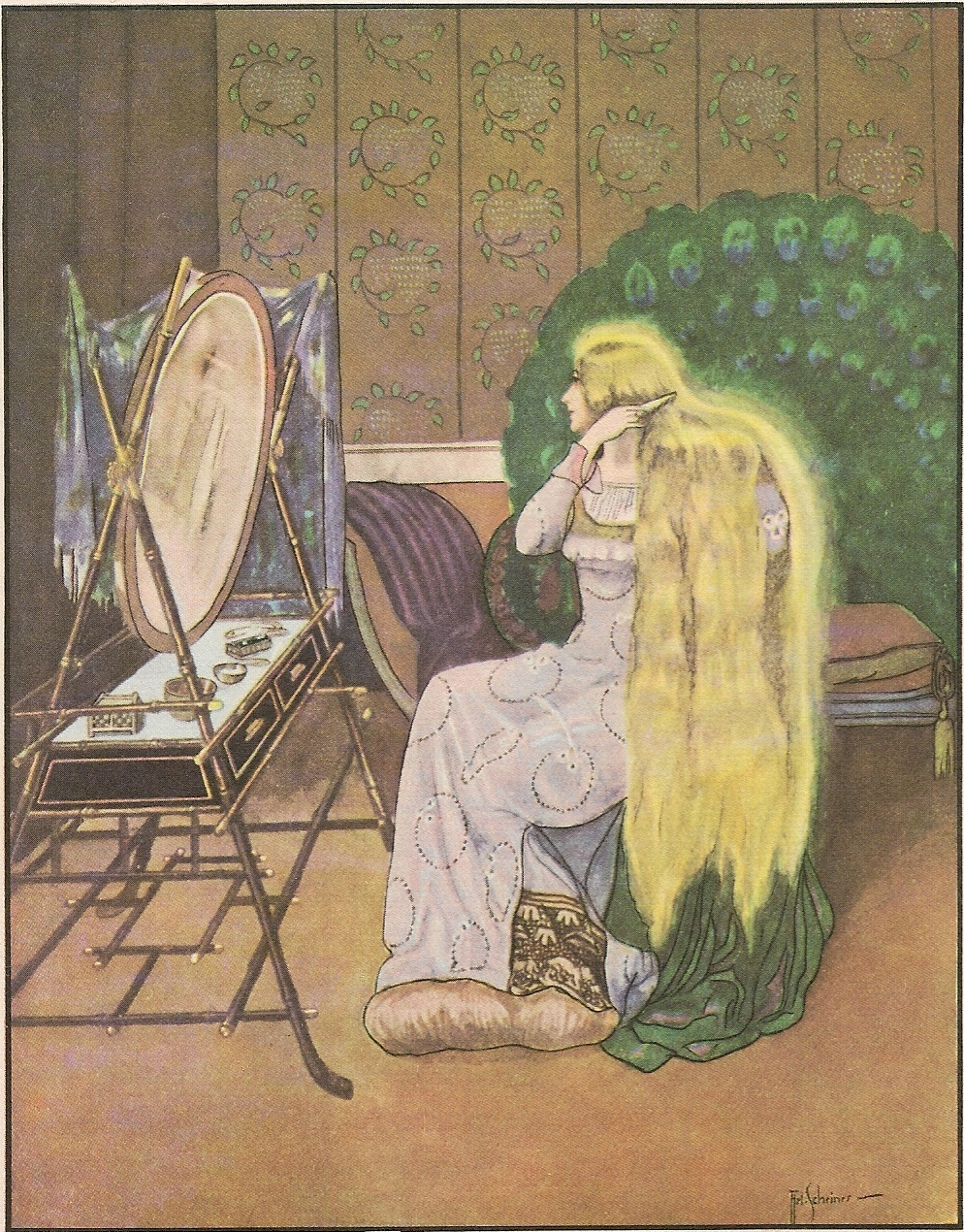
Zlatovláska (Artuš Scheiner)

O Zlatovlásce je pohádka Karla Jaromíra Erbena z jeho díla České pohádky o zlatovlasé panně – Zlatovlásce.

## Filmová zpracování
- Zlatovláska (film, 1955) – český animovaný film režisérky Hermíny Týrlové a režiséra Jana Dudeška z roku 1955
- Zlatovláska (film, 1973) – český televizní film režisérky Vlasty Janečkové z roku 1973
- Zlatovláska (film, 1978) – sovětský animovaný film režiséra Leonida Aristova a režisérky Lidiji Surikovy z roku 1978
- Zlatovláska (film, 2025) – celovečerní film v česko-slovenské koprodukci režiséra Jana Těšitele z roku 2025

## Zpracování knihou pouze inspirovaná
- Zlatovláska (balet) – český balet skladatele Vladimíra Franze a choreografa Jana Kodeta

## Poznámka
- Dlouhé zlaté vlasy se vyskytují i v některých verzích klasické pohádky Rapunzel bratří Grimmů, která byla zpracována v roce 2010 v kresleném snímku Na vlásku.